# De Dion-as

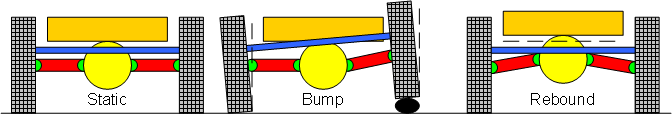
De Dion-as in verschillende omstandigheden zoals in statische toestand, bij oneffenheden in het wegdek en het uitveren

Een De Dion-as is een specifieke aangedreven starre asconstructie bij auto's. Het differentieel vormt niet zoals gebruikelijk een geheel met deze as maar is aan de bovenbouw, doorgaans de carrosserie, bevestigd. Via cardanassen wordt het aandrijfmoment overgebracht op de wielen. De starre asbuis zorgt ervoor dat de spoorbreedte bij het in- en uitveren niet verandert. De starre as kan via bladveren, Watt stangenstelsel en/of Panhardstang met de carrosserie verbonden zijn. De rijeigenschappen verbeteren ten opzichte van de andere starre asconstructie doordat het differentieel niet bij het onafgeveerde gewicht hoort.

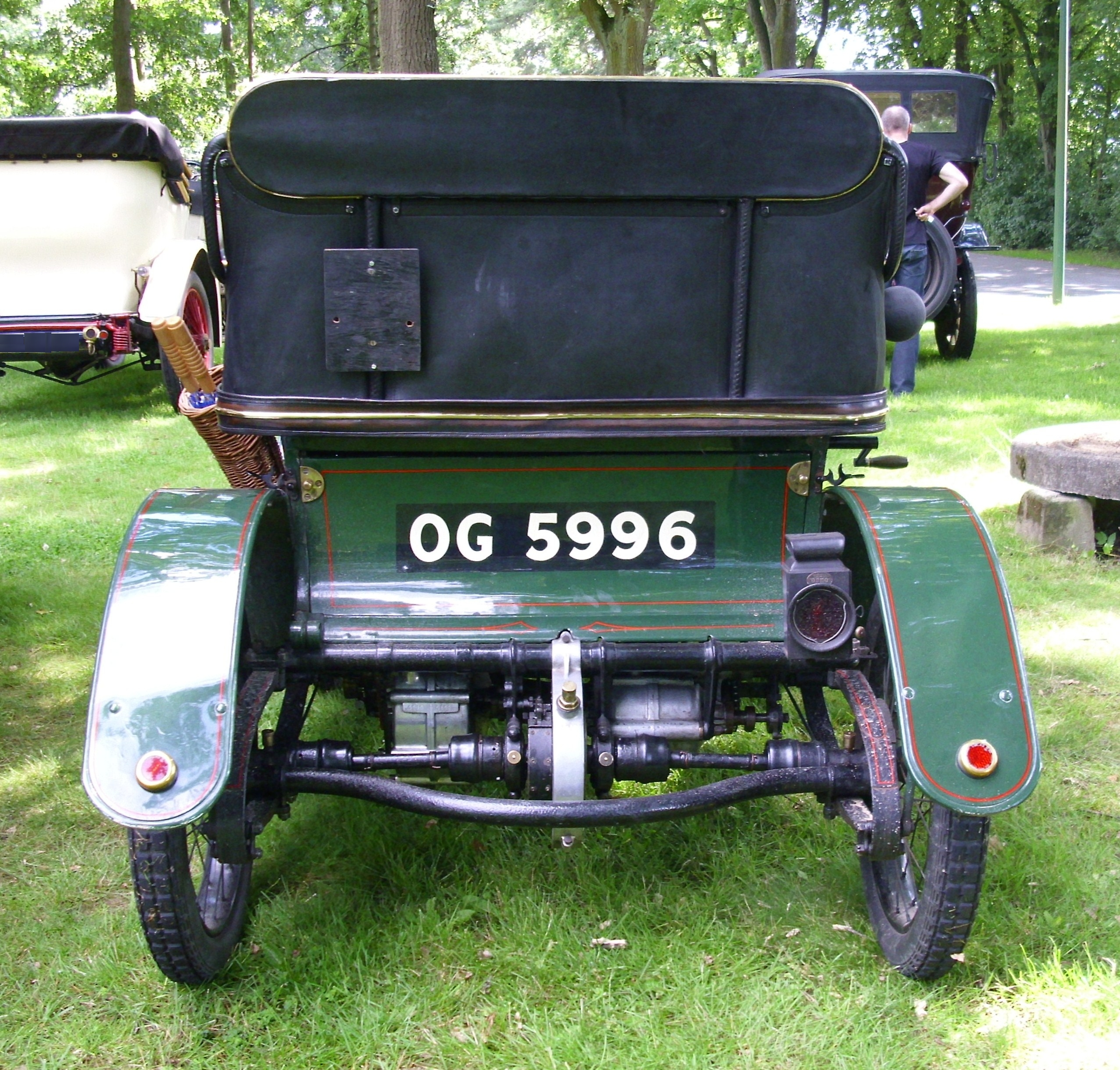
De Dion-Bouton uit 1901 met een De Dion-as

De Dion-as is uitgevonden in 1893 door Charles-Armand Trépardoux, een van de firmanten van  De Dion, Bouton & Trépardoux. De uitvinding is gepatenteerd door Albert de Dion. De onderneming is na het vertrek van Trépardoux doorgegaan als De Dion-Bouton. In diverse modellen heeft  deze firma de De Dion-as toegepast. De De Dion-as is een duurdere constructie en wordt daarom voornamelijk bij auto's in de hogere prijsklassen toegepast. Opel bijvoorbeeld is eind jaren zestig begonnen om deze as in de duurdere modellen Kapitän, Admiral en Diplomat toe te passen. Ook heeft de as een plaats gekregen in de Alfa Romeo Alfetta. Ook in verschillende sportieve wagens van Lotus, Aston Martin en Lagonda is ze toegepast.
DAF heeft in de jaren zeventig de De Dion-as gecombineerd met de Variomatic en ingebouwd in compacte auto's. Deze constructie is toegepast in de DAF 66 (en de afgeleide Volvo 66), DAF 46 en de grotendeels nog door DAF ontwikkelde Volvo 300-serie.
De derde generatie Renault Twingo beschikt als achterwielophanging over een de-Dion as.